# Cristal Global
Cristal Global ist der weltweit zweitgrößte Hersteller von Titandioxid und größter Hersteller von Titanchemikalien mit Sitz in Dschidda, Saudi-Arabien. Cristal Global entstand bei der Fusion der saudischen National Titanium Dioxide Company Ltd. und Millennium Chemicals. 2008 wurde die australische  International Titanium Powder (ITP) übernommen. Das Unternehmen gehört zu 79 % der staatseigenen National Industrialization Company (TASNEE).
Das Titandioxid wird sowohl nach dem Chlorid- als auch nach dem Sulfatverfahren hergestellt. Durch die Übernahme von ITP besitzt Cristal Global die Rechte am gegenüber dem Kroll-Prozess fortschrittlichen Armstrong-Prozess für die Herstellung von reinem Titan.
Im April 2019 schloss der US-amerikanische Wettbewerber Tronox die Übernahme von Cristal Global ab. Mit dieser Transaktion wurde Tronox zum Weltmarktführer für Titandioxid.

## Werke
- Yanbu, Saudi-Arabien
- Bunbury, Australien
- Stallingborough, Vereinigtes Königreich
- Thann, Frankreich
- Paraíba, Brasilien (Titanmine)
- Salvador, Brasilien
- Ashtabula (Ohio), Vereinigte Staaten
- Baltimore (Maryland), Vereinigte Staaten

Quelle: